# Veselice (Velká Jesenice)
Veselice (německy Weselitz) je vesnice, část obce Velká Jesenice v okrese Náchod. Nachází se asi 2 km na jihozápad od Velké Jesenice. V roce 2009 zde bylo evidováno 52 adres. V roce 2001 zde trvale žilo 45 obyvatel.
Veselice leží v katastrálním území Veselice nad Metují o rozloze 3,3 km2.

## Historie
První písemná zmínka o obci pochází z roku 1364.

## Pamětihodnosti
- Krucifix proti čp. 21
- Krucifix stojící na rozhraní území Volovky a Velké Jesenice